# Spido
Spido is een rondvaartbedrijf dat voornamelijk rondvaarten in de haven van Rotterdam organiseert.
Spido is een bekende toeristische attractie in Rotterdam. Dagelijks organiseert het bedrijf vanaf de afvaartplaats aan het Willemsplein aan de voet van de Erasmusbrug (centrumzijde) rondvaarten door de havens van Rotterdam en omgeving. Naast havenrondvaarten organiseert Spido dagtochten naar onder andere de Tweede Maasvlakte en de Deltawerken.

## Geschiedenis
In 1919 begon Daniël George van Beuningen een dienst om met kleine bootjes passagiers en schepelingen op te halen van in de haven liggende zee- en rivierschepen. Het bedrijf werd onder de naam 'Spido' opgericht als dochtermaatschappij van de Nederlandsche Stoomsleepdienst, die Van Beuningen eerder had overgenomen. De vloot bestond uit dertig motorboten die waren gekocht bij de Roeiers Vereeniging Eendracht. Het vervoer van werkers in de haven was in het begin het belangrijkst; aan het begin en eind van de dag werden de werklui van en naar hun werk vervoerd, het zogenaamde volkvaren. Vanaf 1931 begon vliegveld Waalhaven dagjesmensen te trekken, Spido zette veel van deze bezoekers over. Het bedrijf verzorgde ook het postvervoer naar de zeeschepen. Na 1960 werden rondvaarten met toeristen de belangrijkste activiteit.

## De schepen van Spido
| Naam schip     | Type          | Aantal passagiers | Bouwjaar | ENI nummer | Afbeelding     |
| -------------- | ------------- | ----------------- | -------- | ---------- | -------------- |
| Prinses Amalia | rondvaartboot | 250               | 2019     | 02338352   | \| meer foto's |
| Abel Tasman    | rondvaartboot | 600               | 2000     | 02324703   | meer foto's    |
| Henry Hudson   | rondvaartboot | 120               | 1996     | 02012586   | meer foto's    |
| James Cook     | rondvaartboot | 500               | 2002     | 02325213   | meer foto's    |
| Marco Polo     | rondvaartboot | 200               | 1995     | 02322114   | meer foto's    |
| Ostara         | rondvaartboot | 60                | 1961     | 02314429   | meer foto's    |

## Herkomst naam Spido
In het algemeen gaat men ervan uit, dat D.G. van Beuningen, sinds 1912 eigenaar van onder meer de Nederlandsche Stoomsleepdienst (37 boten, waarmee ook personen vervoerd konden worden, met 7 ervan 100 of meer) van Piet Smit jr., met de oprichting van Havendienst Spido in 1919, iets totaal nieuws begon. Waarschijnlijk is dat niet zo en was er om allerlei redenen sprake van het onderbrengen en uitbreiden van bepaalde al lopende activiteiten in een afzonderlijke onderneming.
In 1879/80 ontwikkelt J.M. Schleyer de kunsttaal Volapük. Daarin komt o.m. de term ‘spido’ voor, dat, vertaald, spoedig, snel, gauw etc. betekent. In het Vlaams-Volapük woordenboek van 1885 lezen we: spoed, spid; met spoed, spidó; en andersom: spido, haastig, schielijk, ijlings, in allerijl; en spidö !: gauw !, haastig !, gezwind !
In ieder geval had P. Smit jr. al in 1887 (bron: CBS Historische Collectie) een stoomsleepbootje met de naam Spido – waarschijnlijk geïnspireerd door het Volapük – in de Rotterdamse haven rondvaren dat geschikt was om maximaal 15 personen te vervoeren. Dat het niet alleen voor de eigen sleepdienst in actie kwam blijkt uit het feit dat in 1888 de N.A.S.M. er bijvoorbeeld gebruik van maakte door ermee met ca. 10 personen "met volle kracht" op de rivier de Amsterdam (voormalige British Crown) tegemoet te varen om die met haar opvarenden ter hoogte van Maassluis te begroeten (bron: Algemeen Handelsblad van 10 augustus 1888). Dan moet de Spido toch wel een vlot varend bootje geweest zijn.
Op de website van het Stadsarchief staat een foto uit 1895 waarop de Spido te zien is. Het is een sleepbootje met een geringe diepgang van slechts 90 centimeter.
Het is niet onlogisch dat Smit (Van Beuningen) bij de oprichting van zijn Havendienst Spido in 1919 die tak van sport naar zijn bootje Spido vernoemde. Daarna was er echter geen plaats meer voor een boot of schip binnen het bedrijf met die naam. De Spido werd dan ook te koop aangeboden in Schuttevaêr van 3 april 1920.